# Erik VII. (Dänemark)

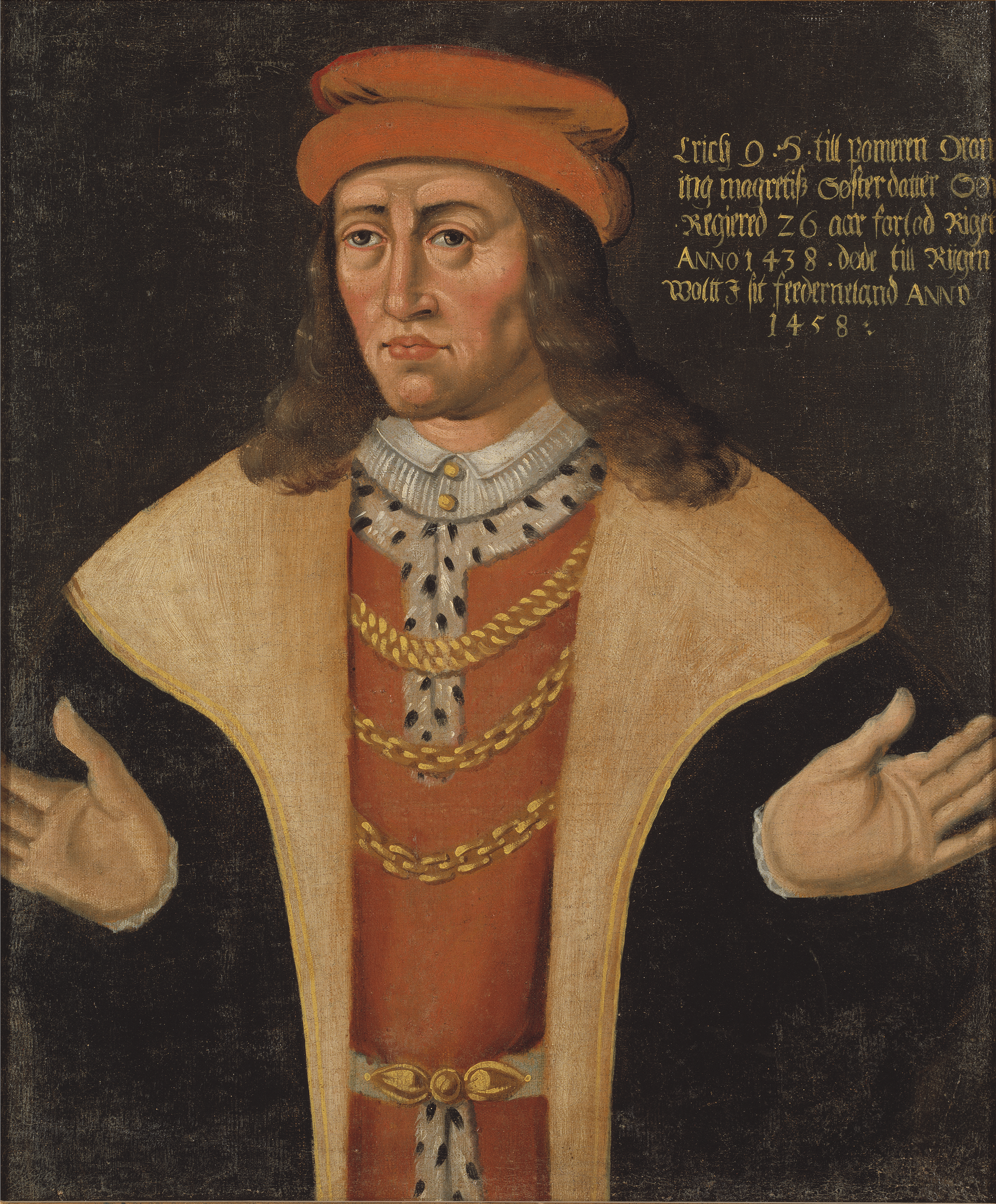
Erich von Pommern (Ölgemälde im Schloss Gripsholm)

Erich von Pommern (eigentlich Bogislaw; * um 1382 in Rügenwalde, Pommern-Stolp; † 1459 ebenda) war von 1412 bis 1439 alleiniger König der Kalmarer Union und war gleichzeitig Erik VII. von Dänemark, Erik III. (Eirik III.) von Norwegen und Erik XIII. von Schweden. 
Infolge seiner Niederlage im Krieg gegen die Hanse 1439 abgesetzt, regierte er von 1446 bis zu seinem Tod als Herzog von Pommern-Stolp.

## Leben

### Familie und Jugend
Erik hieß als Sohn von Herzog Wartislaw VII. von Pommern-Stolp und dessen Frau Maria ursprünglich Bogislaw. Seine Mutter war eine Tochter des Herzogs Heinrich III. von Mecklenburg und dessen Frau Ingeborg, einer Tochter des Königs Waldemar IV. Atterdag von Dänemark.
Erich war damit ein Großneffe der dänisch-norwegischen Regentin Margarethe I., einer weiteren Tochter von Waldemar Atterdag, die als Regentin für ihren eigenen minderjährigen Sohn Olav II. (1370–1387) in Dänemark und Norwegen regierte. Nach dessen plötzlichem Tod wählte sie sich Bogislaw von Pommern, den etwa sechsjährigen Enkel ihrer Schwester Ingeborg, als König der beiden Länder aus, für den sie weiterhin die Regierungsgeschäfte führen konnte. Ihr ging es dabei hauptsächlich darum, eine Thronfolge ihres Rivalen, des schwedischen Königs Albrecht III. von Mecklenburg, in Norwegen zu verhindern, auf das er Erbansprüche erhob. 1389 besiegte sie diesen in der Schlacht bei Åsle und vertrieb ihn aus Schweden. Damit war der Weg frei für die Kalmarer Union. 

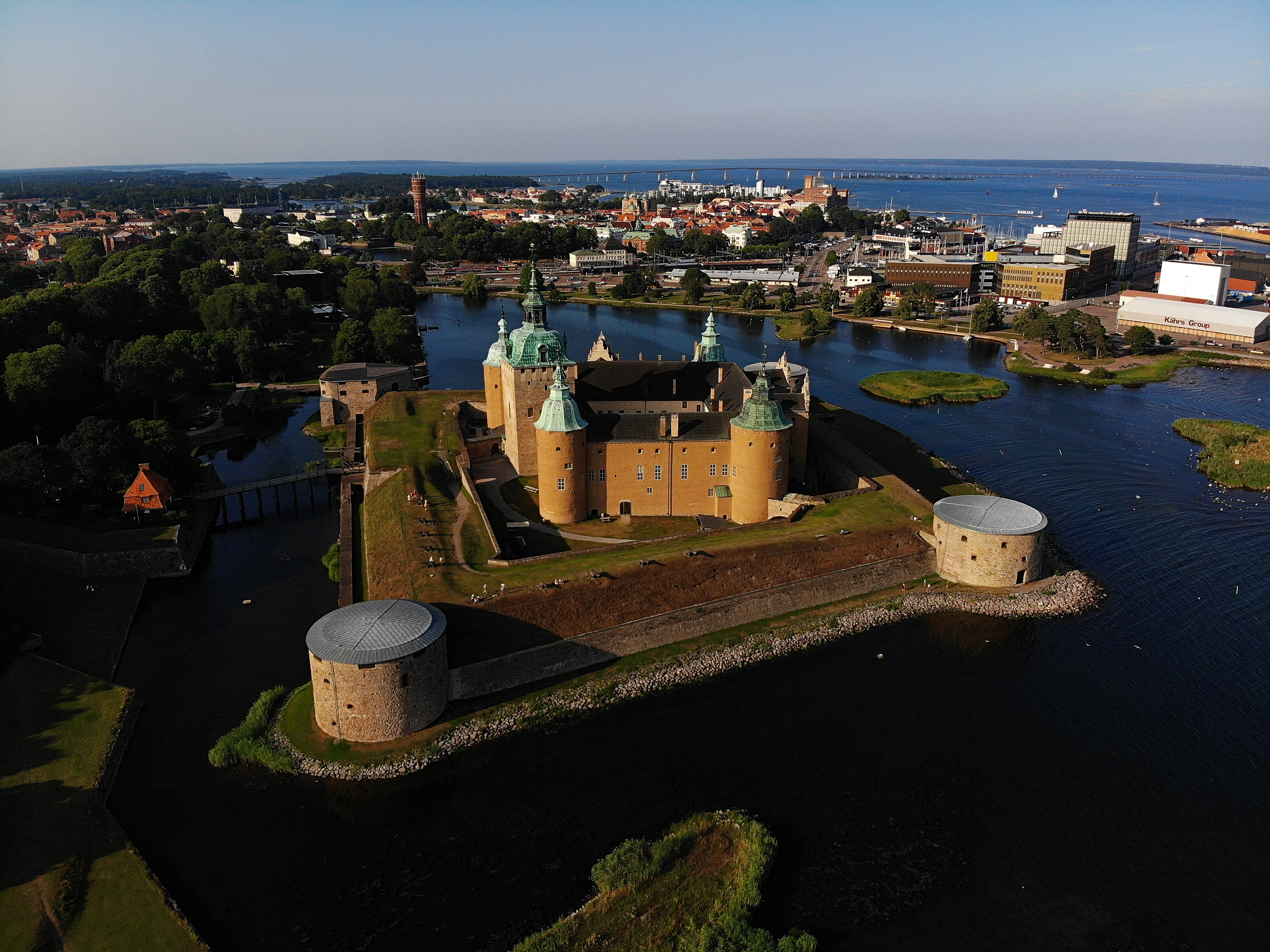
Schloss Kalmar, Gründungsort der Kalmarer Union

Margarethe veranlasste bereits 1388 die Anerkennung des Erbrechts des Jungen als König von Norwegen durch die norwegischen Stände. Mit seiner Annahme als König von Norwegen wurde ihm der für einen skandinavischen Herrscher passendere Name Erik gegeben. Ein Jahr später holte Margarethe ihn nach Kopenhagen. Kurz darauf wurde er auch zum König von Dänemark gewählt. Bogislaw, der Sohn eines kleinen pommerschen Teilherzogs, hatte damit das Erbe eines großen europäischen Länderverbundes angetreten. Die Krönung und Salbung des etwa Fünfzehnjährigen – aber nach skandinavischem Erbrecht bereits Volljährigen – für die gesamte Kalmarer Union erfolgte am 17. Juni 1397 in Kalmar, Schweden, wodurch die Union zugleich symbolisch in Kraft trat. Margarethe bereitete ihn auf sein späteres Amt vor und wirkte bis zu ihrem Tode 1412 als eigentliche Herrscherin des Reichsverbundes.

### Herrschaft und Politik

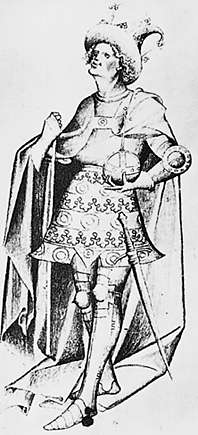
Erich von Pommern, Porträt um 1424

1406 heiratete Erich Philippa, eine Tochter des englischen Königs Heinrich IV. Diese Verbindung sollte ihm bei der Stabilisierung seines nordeuropäischen Großreiches helfen. Seine Regierung war geprägt von Konflikten mit der Hanse, dem Deutschen Orden und den schauenburgischen Grafen von Holstein. Die Ausgaben dafür musste vor allem Schweden tragen.
Erich stärkte die dänische Macht über den strategisch wichtigen Öresund. Im Jahr 1426 führte er den Sundzoll (Öresundzoll) ein, der den Konflikt mit der Hanse verschärfte und in abgewandelter Form bis 1857 existierte. Um den Sundzoll von den Schiffen zu erheben, ließ er in Helsingør die Festung Krogen, das spätere Schloss Kronborg, errichten. Am Öresund gründete er die Stadt Landskrona, und er machte Kopenhagen zur Residenzstadt des Königs. In Malmö errichtete er außerdem die Festung Malmöhus; die Stadt Malmö trägt seit Eriks Zeit den pommerschen Greif im Wappen.
Der nach der Niederlage im Krieg gegen die Hanse für Dänemark nachteilige Frieden von Vordingborg von 1435 machte ihn – verbunden mit dem Engelbrekt-Aufstand in Schweden – für den dänischen Reichsrat angreifbar.

### Absetzung und letzte Jahre
1439 wurde Erich zunächst vom dänischen, dann auch von den übrigen Reichsräten abgesetzt, nachdem er sich nach Gotland zurückgezogen hatte. In Dänemark folgte ihm sein Neffe Christoph III., Sohn seiner Schwester Katharina (1390–1426), nach. Als der schwedische Reichsverweser Karl Bonde 1448 als Karl VIII. zum König von Schweden gewählt wurde und Gotland angriff, ging Erich nach Rügenwalde in Pommern. Nach dem Tod seines Vetters Bogislaw IX. 1446 hatte er als Erich I. dessen Herzogtum Pommern-Stolp übernommen.
Erich von Pommern starb 1459 und wurde in der Marienkirche in Rügenwalde begraben. Da er keine eigenen Nachkommen hatte, sondern nur die Tochter seines Vetters Bogislaw IX. von Pommern-Stargard (1418–1446) namens Sophia als Erben hatte, entbrannte sowohl um sein nicht unbeträchtliches Vermögen als auch um sein Herrschaftsgebiet ein Streit zwischen den anderen Herzögen von Pommern. Die Nichte ehelichte Herzog Erich II. von Pommern-Wolgast. Gegen ihn stellten sich sein Bruder Wartislaw X. und der Stettiner Herzog Otto III. Ein Sohn aus der Ehe Sophias mit Erich II. war Pommerns bedeutendster Herzog Bogislaw X.

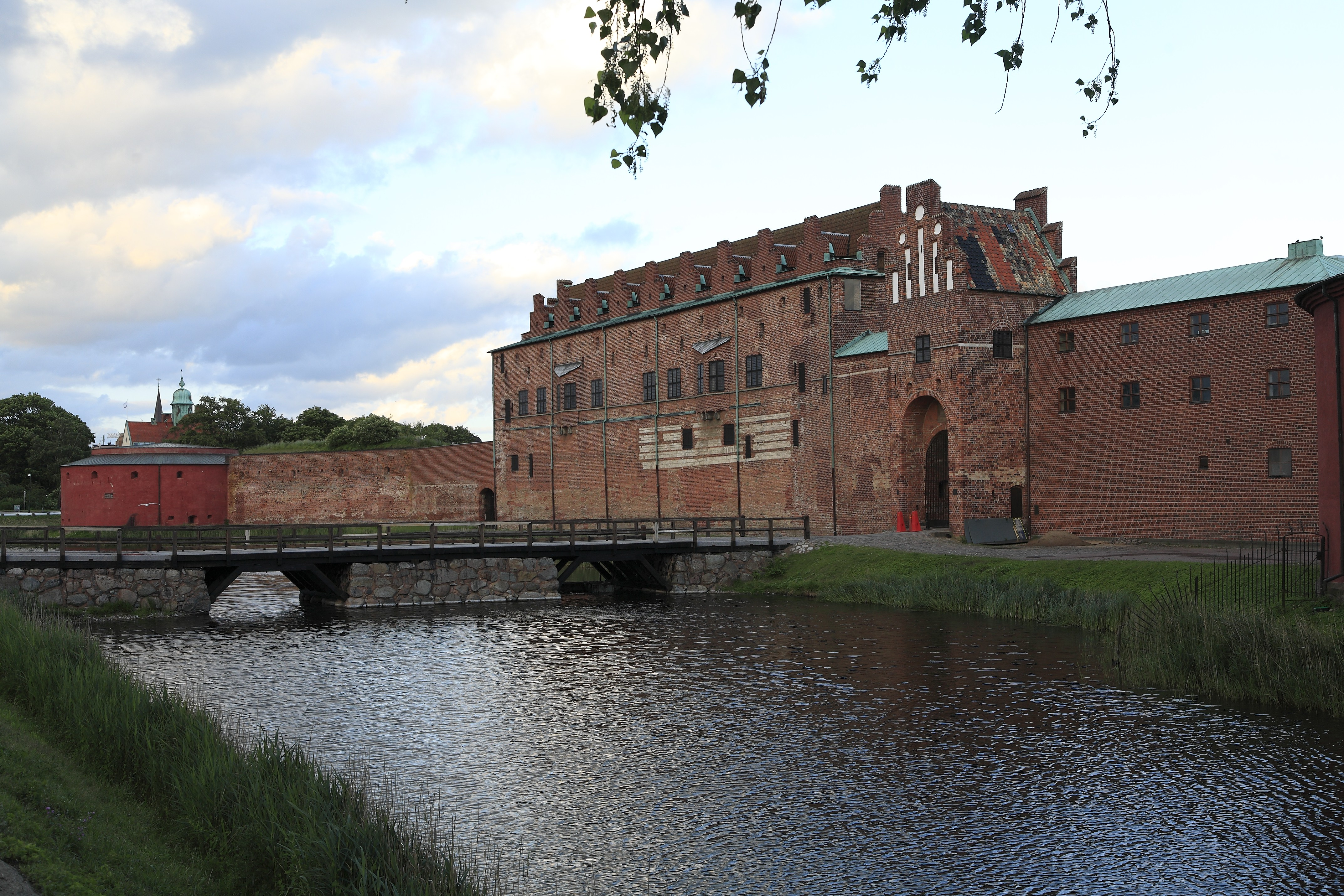
Die von Erik gegründete Festung Malmöhus
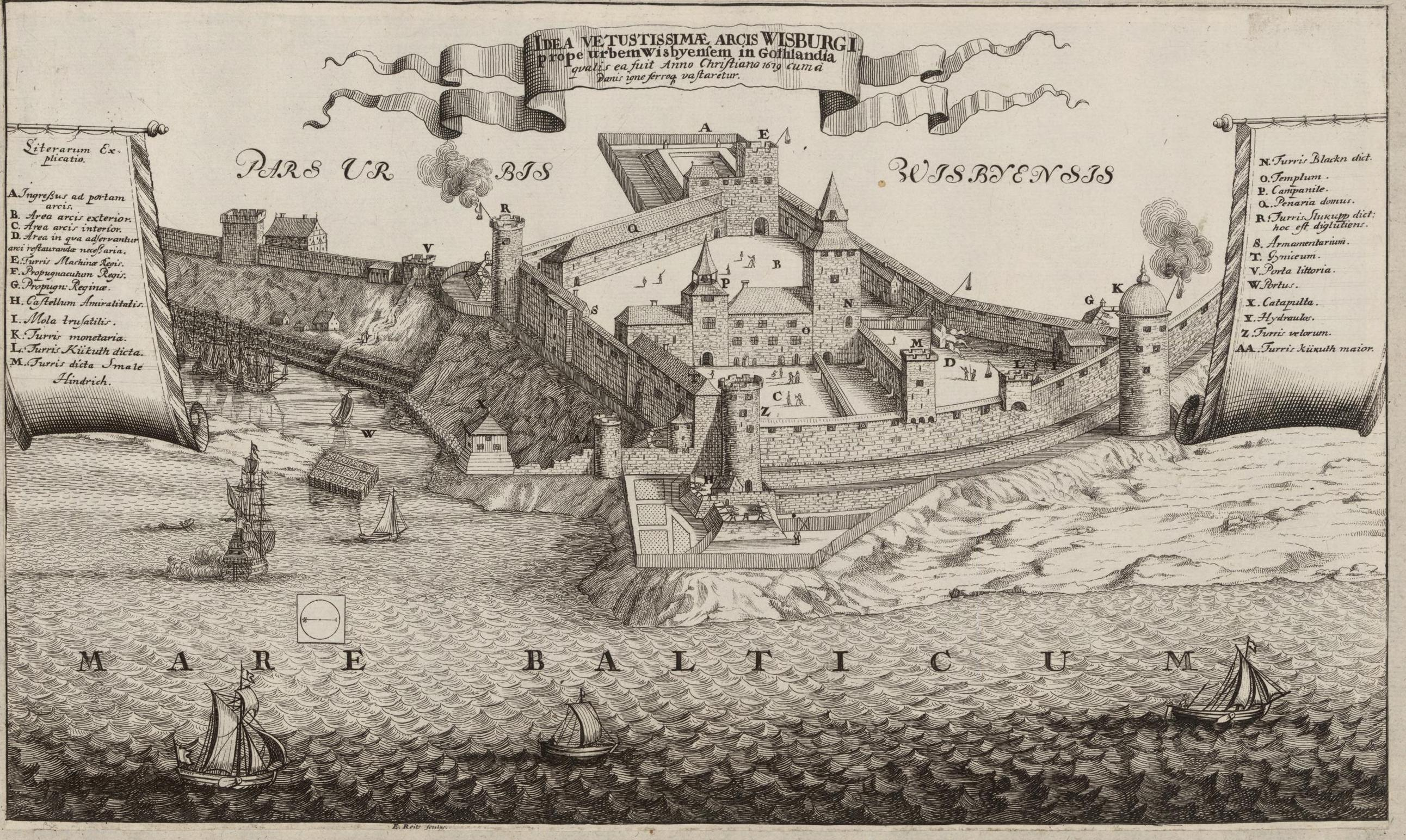
Die von Erik vollendete Visborg auf Gotland
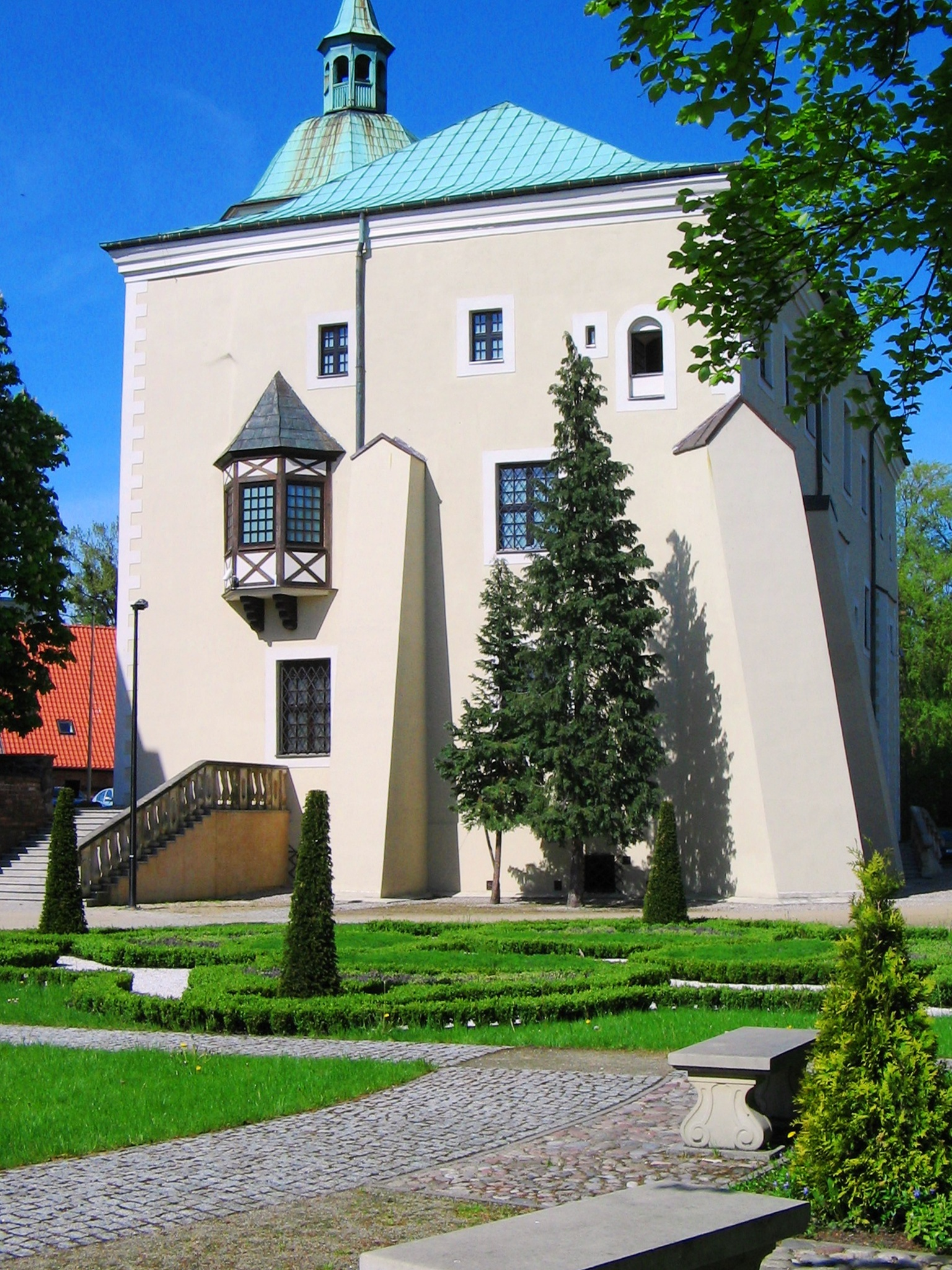
Schloss Stolp
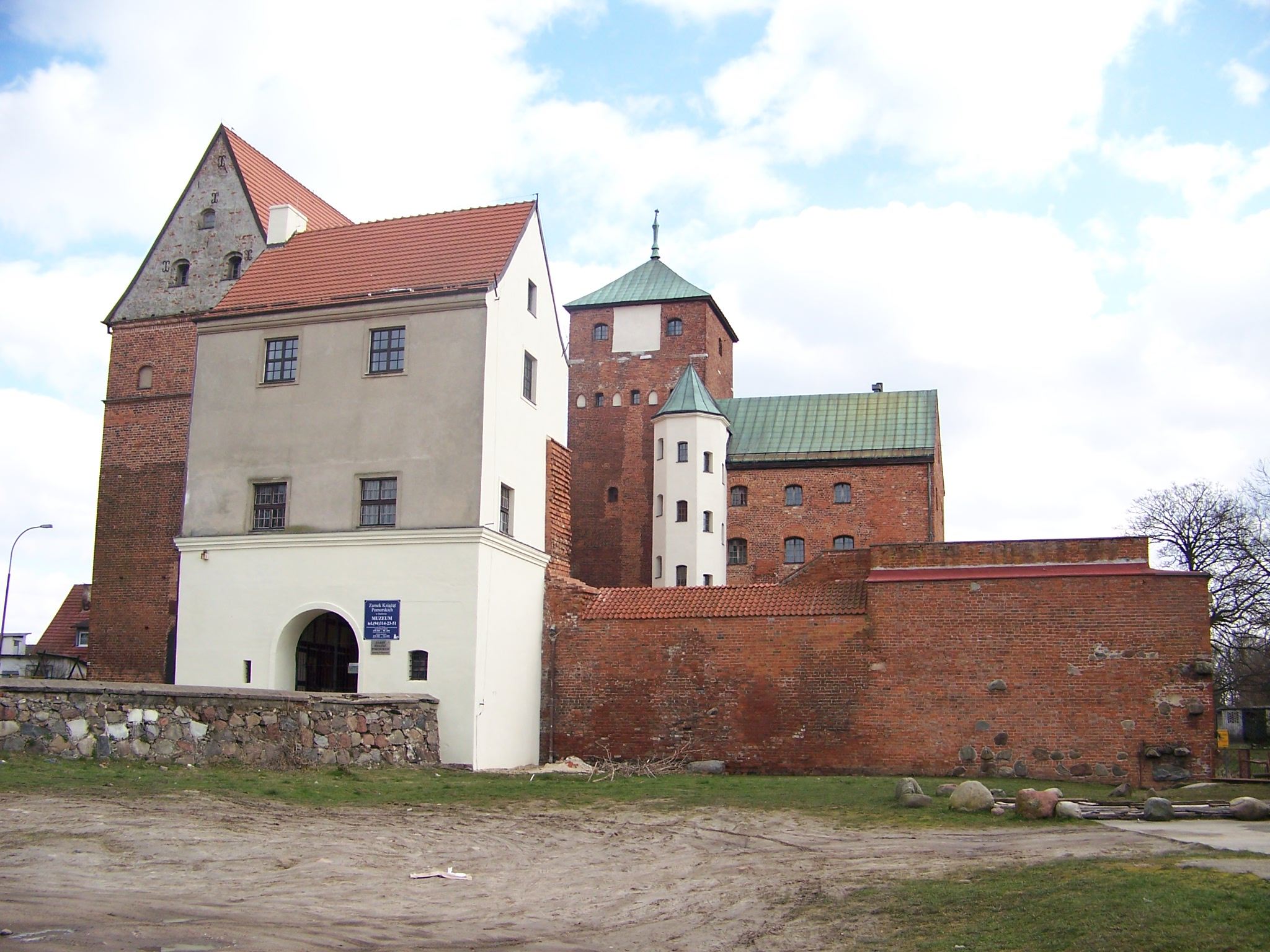
Schloss Rügenwalde; letzter Wohnsitz

## Siehe auch

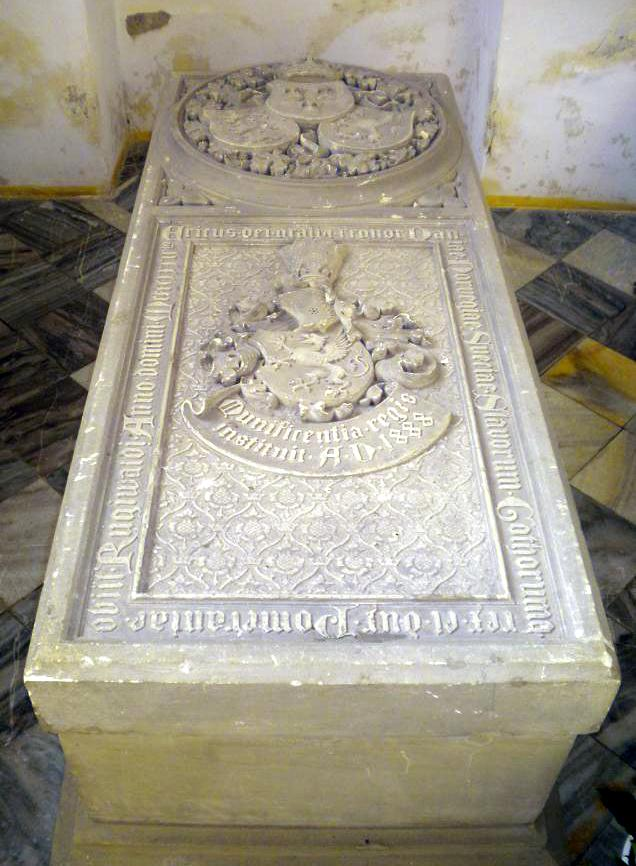
Sarkophag Herzog Erichs I. in der Marienkirche in Rügenwalde